# Якуб
Яку́б, Йа’куб (араб. يَعْقُوبُ‎), Исраил (إِسْرَائِيلُ‎) — исламский пророк, внук пророка Ибрахима (Авраама) от его младшего сына Исхака (Исаака). У Якуба было 12 сыновей, от которых произошли 12 колен Исраила и большинство известных пророков, таких как Муса, Давуд, Сулейман, Иса и др. Отождествляется с библейским Иаковом.
Якуб упоминается в Коране:

 Мы даровали ему Исхака (Исаака) и Йакуба (Иакова), а его потомству – пророчество и Писание. Мы даровали ему его награду в этом мире, а в Последней жизни он будет в числе праведников. 
—  29:27 (Кулиев)

## История с Юсуфом
Пророк Якуб мог толковать сны (Коран, 12:3 — 60), и когда его любимому сыну Юсуфу приснился сон о том, что одиннадцать звезд, луна и солнце поклонились ему, Якуб сказал ему, что ему будет дано пророчество, и большие блага. Любовь Якуба к Юсуфу не оставалась незамеченной и другие сыновья Якуба завидовали ему. Однажды сыновья Якуба забрали с собой Юсуфа и выбросили его в колодец. Испачкав рубашку Юсуфа кровью, они принесли его к отцу и сказали, что Юсуфа съели волки. Якуб, разглядев рубашку Юсуфа, понял, что его хотят обмануть и потребовал вернуть своего любимого сына. Слезы и многолетние переживания от потери сына испортили зрение Якуба и он ослеп. Юсуф, который был спасён проходящим мимо караваном, попал в Египет и добился там должности чиновника, заведовавшего финансовыми делами. Благодаря действиям Юсуфа Египту удалось избежать крупных бедствий при семилетней засухе. Однажды сыновья Якуба, совершая поездку в Египет, были замечены Юсуфом, который впоследствии простил их. После того, как Якуб узнал о судьбе своего сына, он вместе с другими сыновьями переехал в Египет.

## Прозрение Якуба
После того, как Юсуф простил своих братьев, он отправил одного из них со своей рубахой с просьбой накинуть её на отца. После того, как рубаха была накинута на лицо Якуба, он прозрел. Об этой истории говорится в 12 суре Корана «Юсуф».

 Отвезите мою рубаху и накиньте на лицо моего отца, и он прозреет, а потом приходите ко мне вместе со всей семьёй". ۝ И как только караван покинул [Египет], отец сказал [окружающим]: "Воистину, я чую благоухание Йусуфа, хотя, быть может, вам покажется, что я выжил из ума". ۝ Они ответили: "Клянемся Аллахом, воистину, ты по-прежнему пребываешь в заблуждении". ۝ Когда же прибыл добрый вестник, набросил рубаху на лицо [Йа'куба] и тот прозрел, он сказал: "Разве я не говорил вам, что Аллах дал мне знание того, чего вы не знаете?" ۝ [Сыновья] ответили: "Отец наш! Обратись [к Аллаху], чтобы Он простил нам грехи. Воистину, мы заблуждались".
—  12:93—97 (Османов)

## Энциклопедические статьи
- Пиотровский М.Б. Йа’куб // Ислам: энциклопедический словарь / Отв. ред. С. М. Прозоров. — М. : Наука, ГРВЛ, 1991. — С. 119-120. — 315 с. — 50 000 экз. — ISBN 5-02-016941-2.
- Ализаде А. А. Йакуб // Исламский энциклопедический словарь. — М. : Ансар, 2007. — С. 386. — ISBN 978-5-98443-025-8. (CC BY-SA 3.0)
- Yaʿḳūb / Firestone, R. // Encyclopaedia of Islam. 2nd ed :  [англ.] : in 12 vol. / ed. by P. J. Bearman, Th. Bianquis, C. E. Bosworth, E. van Donzel, W. P. Heinrichs et al. — Leiden : E.J. Brill, 1960—2005. (платн.)